# Evento de Tunguska
Evento de Tunguska foi uma queda de um objeto celeste que aconteceu em uma região da Sibéria, no Império Russo, próxima ao rio Podkamennaya Tunguska em 30 de junho de 1908. A queda provocou uma grande explosão, devastando uma área de milhares de quilômetros quadrados. A ausência de uma cratera e de evidências diretas do objeto que teria causado a explosão levou a uma grande quantidade de teorias especulatórias sobre a causa do evento. Apesar de ainda ser assunto de debate, segundo os estudos mais recentes a destruição provavelmente foi causada pelo deslocamento de ar subsequente a uma explosão de um meteoroide ou fragmento de cometa a uma altitude de 5–10 km na atmosfera, devido ao atrito da reentrada. Diferentes estudos resultaram em estimativas para o tamanho do objeto variando em torno de algumas dezenas de metros.
Estima-se que a energia da explosão está entre 5 megatons e 30 megatons de TNT, com 10–15 megatons sendo o mais provável. Isso é aproximadamente 1 000 vezes a bomba lançada em Hiroshima na Segunda Guerra Mundial e aproximadamente um terço da Bomba Tsar, a mais poderosa arma nuclear já detonada. A explosão teria sido suficiente para destruir uma grande área metropolitana. A explosão derrubou cerca de 80 milhões de árvores em uma área de 2 150 quilômetros quadrados e estima-se que tenha provocado um terremoto de 5 graus na escala Richter.
Apesar de ser considerado o maior impacto terrestre na história recente da Terra, impactos de intensidade similar em regiões remotas teriam passado despercebidos antes do advento do monitoramento global por satélite nas décadas de 1960 e 70.

## Descrição
Em 30 de junho de 1908, por volta das 7h17, os nativos evenkis e colonos russos nas colinas a noroeste do Lago Baikal observaram uma coluna de luz azulada, quase tão brilhante quanto o Sol, movendo-se pelo céu. Cerca de dez minutos depois, houve um clarão e um som semelhante ao fogo de artilharia. A explosão foi registrada em estações sísmicas na Eurásia. Estima-se que, em alguns lugares, a onda de choque resultante foi equivalente a um terremoto de magnitude 5,0 na escala Richter. Também produziu flutuações na pressão atmosférica suficientemente fortes para serem detectadas na Grã-Bretanha. Nos dias que se seguiram, os céus noturnos na Ásia e na Europa estavam incandescentes; foi teorizado que isso se devia à passagem de partículas de gelo de alta altitude que se formaram a temperaturas extremamente baixas — um fenômeno que muitos anos depois iria ser produzido por ônibus espaciais.

### Testemunhas

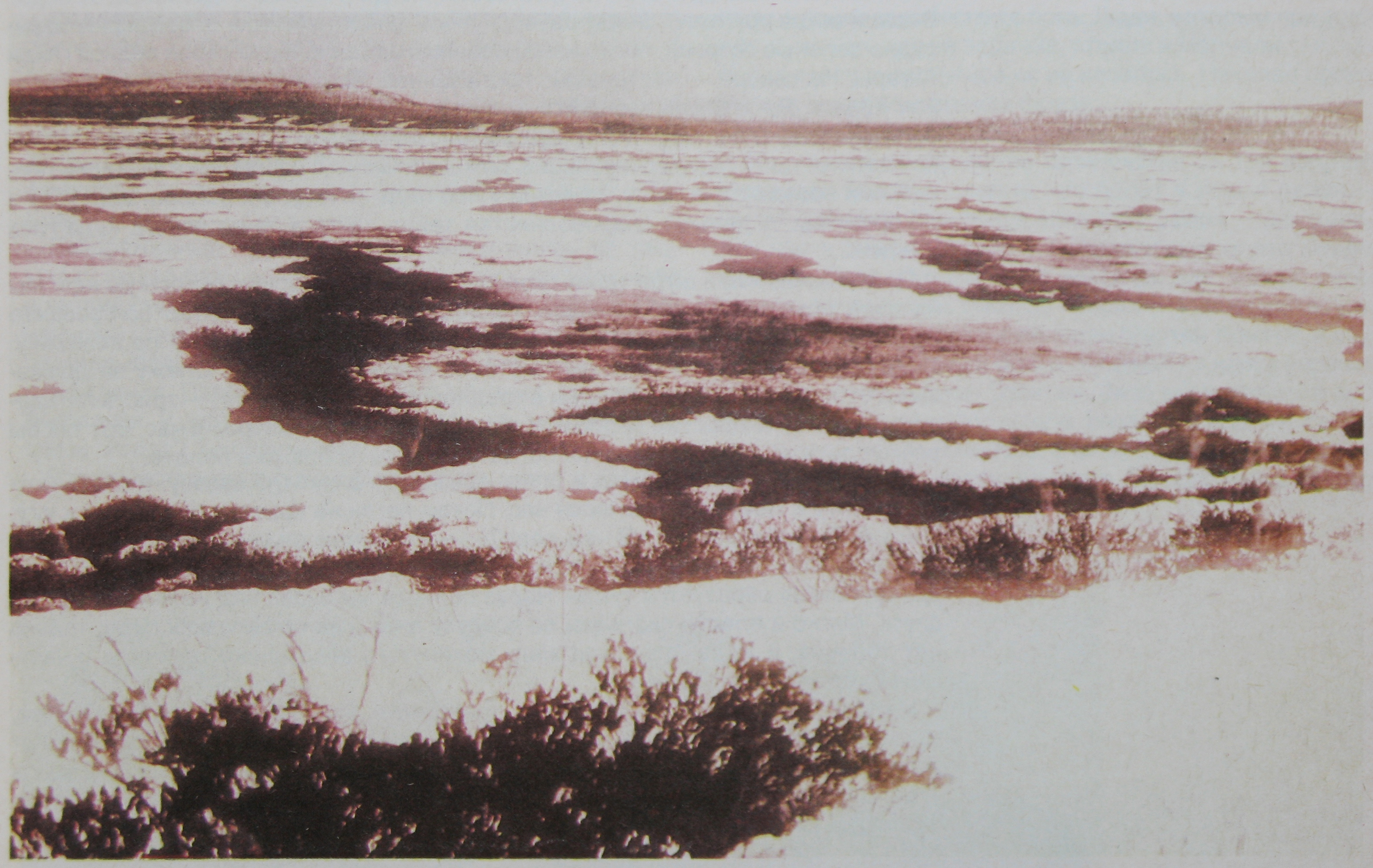
Topi Tunguski, ao redor da área onde houve a explosão. Esta foto é da revista Vokrug sveta, de 1931. A foto original foi tirada entre 1927 e 1930 (presumivelmente, 14 de setembro de 1930)

Testemunho de S. Semenov, como registrado pela expedição de Leonid Kulik em 1930:
Na hora do café da manhã, eu estava sentado ao lado da casa no Posto Comercial Vanavara [65 quilômetros ao sul da explosão], voltado para o norte. […] De repente eu vi isso diretamente ao norte, sobre a estrada Tunguska de Onkoul, o céu se partiu em dois e o fogo apareceu alto e largo sobre a floresta [como Semenov mostrou, cerca de 50 graus acima - nota de expedição]. A divisão no céu cresceu e todo o lado norte estava coberto de fogo. Naquele momento fiquei tão quente que não pude suportar, como se minha camisa estivesse em chamas; do lado norte, onde o fogo estava, veio um forte calor. Eu queria arrancar minha camisa e jogá-la, mas então o céu se fechou e um baque forte soou e eu fui arremessado alguns metros adiante. Eu perdi meus sentidos por um momento, mas então minha esposa correu e me levou para a casa. Depois disso veio um ruído, como se pedras estivessem caindo ou canhões disparassem, a Terra tremeu e, quando eu estava no chão, pressionei minha cabeça para baixo, temendo que as pedras a esmagassem. Quando o céu se abriu, um vento quente correu entre as casas, como se viessem de canhões, que deixaram rastros no chão como caminhos e danificaram algumas colheitas. Mais tarde, vimos que muitas janelas estavam quebradas e, no celeiro, uma parte da fechadura de ferro se partiu.
Testemunho de Chuchan da tribo shanyagir, como registrado por I. M. Suslov em 1926:
Tínhamos uma cabana junto ao rio com meu irmão Chekaren. Nós estávamos dormindo. De repente nós dois acordamos ao mesmo tempo. Alguém nos empurrou. Ouvimos um assobio e sentimos um forte vento. Chekaren disse: "Você consegue ouvir todos aqueles pássaros sobrevoando?" Nós dois estávamos na cabana, não conseguíamos ver o que estava acontecendo lá fora. De repente, fui empurrado de novo, desta vez com tanta força que caí no fogo. Eu fiquei assustado. Chekaren ficou com medo também. Nós começamos a gritar pelo pai, mãe, irmão, mas ninguém respondeu. Havia barulho além da cabana, podíamos ouvir as árvores caindo. Chekaren e eu saímos de nossos sacos de dormir e queríamos fugir, mas então o trovão surgiu. Este foi o primeiro trovão. A Terra começou a se mover e a balançar, o vento atingiu nossa cabana e derrubou-a. Meu corpo foi empurrado para baixo por varas, mas minha cabeça estava acima. Então eu vi uma maravilha: árvores estavam caindo, os galhos estavam pegando fogo, ficou muito brilhante, como posso dizer isso, como se houvesse um segundo Sol, meus olhos estavam doendo, eu até os fechei. Era como o que os russos chamam de relâmpago. E imediatamente houve um trovão alto. Este foi o segundo trovão. A manhã estava ensolarada, não havia nuvens, nosso Sol estava brilhando como de costume, e de repente veio um segundo!

Chekaren e eu tivemos alguma dificuldade para sair debaixo dos restos da nossa cabana. Então nós vimos isso acima, mas em um lugar diferente, houve outro clarão, e um trovão alto surgiu. Este foi o terceiro ataque do trovão. O vento voltou, nos derrubou, atingiu as árvores caídas.
Olhamos para as árvores caídas, observamos as copas das árvores serem quebradas, observamos os incêndios. De repente, Chekaren gritou "Olhe para cima" e apontou com a mão. Eu olhei lá e vi outro flash e outro trovão. Mas o barulho foi menor do que antes. Esta foi a quarto trovão, como um trovão normal.

Agora me lembro bem, houve também mais um golpe de trovão, mas era pequeno e em algum lugar distante, onde o Sol vai dormir.
Jornal Sibir, 2 de julho de 1908:
Na manhã de 17 de junho, por volta das 9h00, observamos uma ocorrência natural incomum. No norte da aldeia Karelinski (213 km ao norte de Kirensk) os camponeses viram a noroeste, bastante alto, acima do horizonte, alguns corpos celestes branco-azulados e estranhamente brilhantes (impossíveis de olhar), que desceram ao longo de 10 minutos. O corpo apareceu como um "tubo", isto é, um cilindro. O céu estava sem nuvens, apenas uma pequena nuvem escura foi observada na direção geral do corpo brilhante. Estava quente e seco. Quando o corpo se aproximava do solo (floresta), o corpo brilhante pareceu ficar borrado e então se transformou em uma nuvem gigante de fumaça negra e uma forte batida (não trovoada) foi ouvida, como se grandes pedras estivessem caindo ou artilharia estivesse sendo disparada. Todos os edifícios tremeram. Ao mesmo tempo, a nuvem começou a emitir chamas de formas incertas. Todos os aldeões foram atingidos pelo pânico e tomaram as ruas, as mulheres gritavam, achando que era o fim do mundo.

O autor dessas linhas estava na floresta a cerca de 6 versts (6,4 km) ao norte de Kirensk e ouviu a nordeste uma espécie de barulho de artilharia, que se repetiu em intervalos de 15 minutos pelo menos 10 vezes. Em Kirensk, em alguns prédios nas paredes voltadas para o nordeste, as janelas de vidro tremeram.
Jornal Krasnoyaretz, 13 de julho de 1908:
Aldeia Kezhemskoe. No dia 17, um evento atmosférico incomum foi observado. Às 7h43 ouviu-se o barulho semelhante a um vento forte. Imediatamente depois, uma pancada horrível soou, seguida por um terremoto que literalmente sacudiu os edifícios como se fossem atingidos por um grande tronco ou uma pedra pesada. O primeiro baque foi seguido por um segundo e depois por um terceiro. Em seguida, o intervalo entre a primeira e a terceira batidas foi acompanhado por um tremor subterrâneo incomum, semelhante a uma ferrovia sobre a qual dezenas de trens viajam ao mesmo tempo. Depois, por 5 a 6 minutos, ouviu-se um barulho exatamente igual ao de fogo de artilharia: de 50 a 60 salvas em intervalos curtos e iguais, que se tornaram progressivamente mais fracos. Depois de 1,5 a 2 minutos depois, mais seis pancadas foram ouvidas, como disparos de canhão, mas individuais, altos e acompanhados de tremores. O céu, à primeira vista, parecia claro. Não havia vento nem nuvens. Após uma inspeção mais próxima ao norte, ou seja, onde a maioria das pancadas foi ouvida, uma espécie de nuvem cinzenta foi vista perto do horizonte, que se tornou menor e mais transparente e, possivelmente, por volta das 2–3 da tarde, desapareceu completamente.

## Investigação

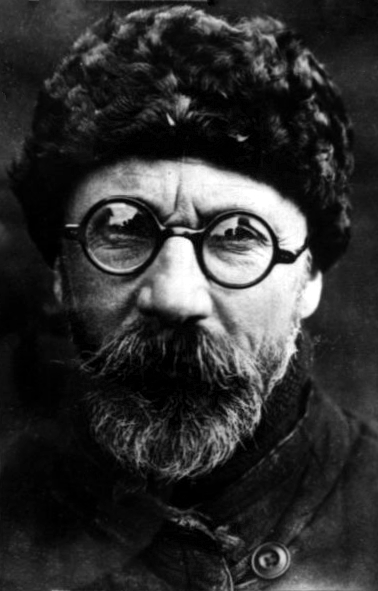
Leonid Kulik.

A primeira expedição registrada chegou ao local mais de uma década após o evento. Em 1921, o mineralogista russo Leonid Kulik, que visitou a bacia do rio Podkamennaya Tunguska como parte de uma pesquisa para a Academia Soviética de Ciências. Ele deduziu a partir de relatos locais que a explosão foi causada por um gigantesco impacto de meteorito. Ao longo dos dez anos seguintes, houve mais três expedições para a área. Kulik encontrou várias dezenas de pequenos pântanos ou "buracos", cada um com cerca de 10 a 50 metros de diâmetro, que ele achava que poderiam ser crateras meteóricas. Depois de um laborioso exercício de drenagem de um desses pântanos (a chamada "cratera de Suslov", com 32 m de diâmetro), ele encontrou um toco velho no fundo, descartando a possibilidade de que fosse uma cratera meteórica. Em 1938, Kulik organizou um levantamento fotográfico aéreo da área cobrindo a parte central da floresta nivelada (250 quilômetros quadrados). Os negativos dessas fotografias aéreas (1.500 negativos, cada 18 por 18 centímetros) foram queimados em 1975 por ordem de Yevgeny Krinov, então presidente do Comitê de Meteoritos da Academia de Ciências da URSS, como parte de uma iniciativa de descartar uma películas perigosas de nitrato. Impressões positivas foram preservadas para um estudo mais aprofundado na cidade russa de Tomsk.
Expedições enviadas para a área nos anos 1950 e 1960 encontraram esferas microscópicas de silicato e magnetita nas camadas do solo. Esferas semelhantes foram encontradas em árvores derrubadas, embora não pudessem ser detectadas por meios contemporâneos. Expedições posteriores identificaram tais esferas na resina das árvores. Análises químicas mostraram que as esferas continham altas proporções de níquel em relação ao ferro, o que também é encontrado em meteoritos, levando à conclusão de que eles eram de origem extraterrestre. A concentração das esferas em diferentes regiões do solo também foi encontrada para ser consistente com a distribuição esperada de detritos de uma explosão atmosférica de um meteoro. Estudos posteriores das esferas encontraram proporções incomuns de vários outros metais em relação ao ambiente circundante, o que foi tomado como evidência adicional de sua origem extraterrestre.
Análises químicas de turfeiras da área também revelaram inúmeras anomalias consideradas consistentes com um evento de impacto. As assinaturas isotópicas de isótopos de carbono, hidrogênio e nitrogênio estáveis na camada dos pântanos correspondentes a 1908 foram consideradas inconsistentes com as razões isotópicas medidas nas camadas adjacentes e essa anormalidade não foi encontrada em pântanos localizados fora da região. A área dos pântanos que mostram essas assinaturas anômalas também contém uma proporção anormalmente alta de irídio, semelhante à camada de irídio encontrada no limite Cretáceo-Paleogeno. Acredita-se que essas proporções incomuns resultem de detritos da queda do corpo que se depositou nos pântanos e que o nitrogênio tenha sido depositado como chuva ácida, uma suspeita da precipitação da explosão.
O pesquisador John Anfinogenov sugeriu que um pedregulho encontrado no local do evento, conhecido como "Pedra de John", é um remanescente do meteorito.

## Explicações

### Explosão atmosférica de um asteroide
A principal explicação científica para a explosão é a explosão atmosférica de um asteroide a cerca de 6 a 10 quilômetros acima da superfície da Terra. Meteoroides entram na atmosfera da Terra a partir do espaço sideral todos os dias, viajando a uma velocidade de pelo menos 11 quilômetros por segundo. O calor gerado pela compressão do ar na frente do corpo enquanto ele viaja pela atmosfera é imensa e a maioria dos meteoroides queima ou explode antes de chegar ao solo. Desde a segunda metade do século XX, o monitoramento rigoroso da atmosfera da Terra levou à descoberta de que tais explosões de ar de asteroides ocorrem com bastante frequência. Um asteroide pedregoso de cerca de 10 m de diâmetro pode produzir uma explosão de cerca de 20 quilotons de TNT, semelhante à bomba Fat Man lançada em Nagasaki e dados divulgados pelo Defense Support Program da Força Aérea dos Estados Unidos indicam que tais explosões ocorrem alta na alta atmosfera mais de uma vez por ano. Os eventos do tipo de Tunguska são muito mais raros. Eugene Shoemaker estima que esses eventos ocorram uma vez a cada 300 anos. Experimentos sugerem que o objeto se aproximou em um ângulo de aproximadamente 30 graus em relação ao solo e 115 graus em relação ao norte ao explodir no ar.

### Cometa ou asteroide
Em 1930, o astrônomo britânico F. J. W. Whipple sugeriu que o corpo de Tunguska era um pequeno cometa. Um cometa é composto de poeira e voláteis, como gelo de água e gases congelados, e poderia ter sido completamente vaporizado pelo impacto com a atmosfera da Terra, não deixando vestígios óbvios. A hipótese do cometa foi ainda apoiada pelos céus brilhantes observados em toda a Europa durante várias noites após o impacto, possivelmente explicados pela poeira e gelo que foram dispersos da cauda do cometa na atmosfera superior. A hipótese cometária ganhou uma aceitação geral entre os pesquisadores soviéticos na década de 1960.
Em 1978, o astrônomo eslovaco Ľubor Kresák sugeriu que o corpo era um fragmento do cometa Encke. Este é um cometa periódico com um período extremamente curto de 3 anos que permanece inteiramente dentro da órbita de Júpiter. Também é responsável pela Beta Taurids, uma chuva de meteoros anual com uma atividade máxima em torno de 28 a 29 de junho. O evento de Tunguska coincidiu com a atividade de pico desta chuva e a trajetória aproximada do objeto de Tunguska é consistente com o que seria esperado de um fragmento do cometa Encke. Sabe-se agora que corpos desse tipo explodem em intervalos frequentes de dezenas a centenas de quilômetros acima do solo. Os satélites militares observam essas explosões há décadas.
Em 1983, o astrônomo Zdeněk Sekanina publicou um artigo criticando a hipótese do cometa. Ele apontou que um corpo composto de material cometário, viajando pela atmosfera ao longo de uma trajetória tão rasa, deveria ter se desintegrado, enquanto o corpo de Tunguska aparentemente permaneceu intacto na atmosfera inferior. Sekanina argumentou que as evidências apontavam para um objeto rochoso e denso, provavelmente de origem asteroide. Essa hipótese foi reforçada em 2001, quando Farinella, Foschini et al. divulgou um estudo calculando as probabilidades baseadas na modelagem orbital extraída das trajetórias atmosféricas do objeto Tunguska. Eles concluíram com uma probabilidade de 83% de que o objeto se movia em um caminho proveniente do cinturão de asteroides, ao invés de um cometa (probabilidade de 17%).
Durante a década de 1990, pesquisadores italianos, coordenados pelo físico Giuseppe Longo, da Universidade de Bolonha, extraíram resina do núcleo das árvores na área de impacto para examinar as partículas presas que estavam presentes durante o evento de 1908. Eles encontraram altos níveis de material comumente encontrados em asteroides rochosos e raramente encontrados em cometas.
Kelly et al. (2009) afirmam que o impacto foi causado por um cometa por causa da observação de nuvens noctilucentes após o impacto, um fenômeno causado por enormes quantidades de vapor de água na alta atmosfera. Eles compararam o fenômeno da nuvem noctilucente à pluma de escape do ônibus espacial Endeavour, da NASA.
Em 2010, uma expedição liderada por Vladimir Alexeev com cientistas do Instituto Troitsk de Pesquisa sobre Inovação e Nucleares (TRINITY) usou um radar de penetração no solo para examinar a cratera Suslov no local de Tunguska. O que eles descobriram foi que a cratera foi criada pelo impacto violento de um corpo celeste. As camadas da cratera consistiam de permafrost moderno no topo, camadas danificadas mais antigas por baixo e, finalmente, bem abaixo, fragmentos do corpo celeste foram descobertos. Análises preliminares mostraram que era um enorme pedaço de gelo se espatifou no impacto, o que parece apoiar a teoria de que um cometa causou o cataclismo. Em contraste, em 2013, a análise de fragmentos do local de Tunguska por uma equipe conjunta de europeus e estadunidenses foi consistente com um meteorito de ferro.

### Lago Cheko
Em junho de 2007, cientistas da Universidade de Bolonha identificaram um lago na região de Tunguska como uma possível cratera de impacto do evento. Eles não contestam que o corpo de Tunguska explodiu no ar, mas acreditam que um fragmento de dez metros sobreviveu à explosão e atingiu o chão. O lago Cheko é um pequeno lago em forma de tigela a aproximadamente 8 quilômetros a noroeste do hipocentro. A hipótese foi contestada por outros especialistas em crateras de impacto. Uma investigação de 1961 descartou uma origem moderna do lago Cheko, dizendo que a presença de depósitos de lodo na camada do leito sugere uma idade de pelo menos 5 mil anos, mas pesquisas mais recentes sugerem que apenas um metro ou mais de camada de sedimentos no leito do lago é "sedimentação normal lacustre", uma profundidade que indica um lago muito mais jovem, de cerca de 100 anos. As sondagens acústicas do fundo do lago dão suporte à hipótese de que o lago foi formado pelo evento de Tunguska. As sondagens revelaram uma forma cônica para o leito do lago, que é consistente com uma cratera de impacto. As leituras magnéticas indicam um possível pedaço de rocha do tamanho de um metro abaixo do ponto mais profundo do lago, que pode ser um fragmento do corpo em colisão. Finalmente, o longo eixo do lago aponta para o hipocentro da explosão de Tunguska, a cerca de 7 quilômetros de distância. Pesquisas ainda estão sendo feitas no lago Cheko para determinar suas origens.
Em 2017, no entanto, novas pesquisas de cientistas russos apontam para uma rejeição desta teoria. Eles usaram pesquisas de solo para provar que o lago tem 280 anos ou é muito mais velho; em qualquer caso claramente mais antigo que os eventos de Tunguska.

### Fenômeno geofísico
O consenso científico é que a explosão foi causada pelo impacto de um pequeno asteróide; no entanto, existem alguns dissidentes. O astrofísico Wolfgang Kundt propôs que o evento de Tunguska foi causado pela liberação e subsequente explosão de 10 milhões de toneladas de gás natural da crosta terrestre. Outras pesquisas apoiaram um mecanismo geofísico para o evento.

## Eventos similares
O evento de Tunguska não é o único exemplo de um grande evento de explosão não observada. Por exemplo, o evento do Rio Curuçá em 1930, no Brasil, foi uma explosão de um superbólido que não deixou nenhuma evidência clara de uma cratera de impacto. Os desenvolvimentos modernos na detecção de infrassons pela Organização do Tratado de Proibição Completa de Testes Nucleares e pela tecnologia de satélites infravermelhos reduziram a probabilidade de explosões atmosféricas não detectadas.
Uma explosão atmosférica menor ocorreu em uma área povoada na Rússia em 15 de fevereiro de 2013, em Chelyabinsk. O meteoroide que explodiu era um asteroide que media cerca de 17 a 20 metros de diâmetro, com uma massa inicial estimada de 11 mil toneladas e infligiu mais de 1 200 feridos, principalmente por conta do vidro quebrado que caiu de janelas estilhaçadas pela onda de choque.